# Конца дела Кампания
Ко̀нца дѐла Кампа̀ния (на италиански: Conza della Campania) е град и община в провинция Авелино, регион Кампания, Южна Италия.
Има 1329 жители (31 декември 2017 г.).
През древността се казва Компса  (Compsa) и се намира в Umbrii Primi.
Град е на самнитските хирпини. Фамилията Нумии произлиза от Компса.
През 48 пр.н.е. при обсадата на Компса загива Тит Аний Мило.